# ヒヤマケンタロウの妊娠
『ヒヤマケンタロウの妊娠』（ヒヤマケンタロウのにんしん、Kentaro Hiyama's First Pregnancy）は、坂井恵理による日本の漫画作品。『BE・LOVE』（講談社）にて、2012年17号より同年23号まで連載された。
本作は「男も妊娠・出産する世界」を舞台に、ジェンダーによる差別問題を取り上げている。
続編として、『ヒヤマケンタロウの妊娠 育児編』が同誌の2019年9月号より2020年10月号まで連載された。
テレビドラマが地上波で放送されることを記念した読み切り前後編が、同誌2023年2月号と同年3月号に掲載された。
2022年4月よりNetflixにてドラマが配信され、2023年1月期に地上波でも放送された。

## あらすじ

### 本編
ある日、桧山健太郎は妊娠検査薬で妊娠が発覚する。その後、産婦人科で検査を受け、胎内の赤ちゃんが10週目-12週目であることを告げられる。そして桧山は、葛藤は続くものの、中絶せずに出産を迎える。

## 登場人物
桧山 健太郎（ひやま  けんたろう）〈32〉
独身。レストランチェーン企画部部長。何ごとに対してもてきぱきこなす社員。しかし、ある日突然、妊娠検査薬で妊娠が発覚し、ショックを受ける。産婦人科に受診し、すぐに中絶を申し出るものの、簡単には出来ないため、しばらくの間、葛藤が続く。いつも通りの食事を終えた時に、つわりの症状が出てくる。

## 書誌情報
- 坂井恵理 『ヒヤマケンタロウの妊娠』 講談社〈BE LOVE KC〉、2013年1月11日発売[3]、ISBN 978-4-06-380374-7
- 坂井恵理 『ヒヤマケンタロウの妊娠 育児編』 講談社〈BE LOVE KC〉、全2巻[9]
  1. 上巻 2021年6月11日発売[10]、ISBN 978-4-06-518768-5
  2. 下巻 2021年6月11日発売[4]、ISBN 978-4-06-521235-6

## 配信ドラマ
2022年4月21日よりNetflixで配信中。主演は斎藤工。
2023年1月6日（5日深夜）から2月24日（23日深夜）まで、テレビ東京系「木ドラ24」枠にて放送された。

### あらすじ（配信ドラマ）

#### 第1話
「予測と準備」を怠らないエリート広告マン・桧山健太郎は大手アパレルメーカーUNIVEの広告コンペを勝ち抜き、プレイボーイながらパートナーであるフリーライター・瀬戸亜季との関係も良好で、仕事にプライベートに充実した日々を送っていた。そんなある日、健太郎は会議中に原因不明の体調不良に陥り、病院で検査を受けることになるが、そこで産婦人科医の中島達臣から妊娠9～10週目であると告げられる。50年前から稀ながら世界中で男性妊娠が確認されていると認識していたものの、突然の自身の妊娠を受け入れることが出来ず、健太郎は取り乱して病院を立ち去る。健太郎は妊娠検査キットを購入し、改めて自身で妊娠を確認するが結果は陽性で、妊娠、出産が仕事の弊害でしかないと考えていた健太郎は狼狽える。
出産予定日まであと212日。

#### 第2話
健太郎はつわりに苦しみ、母乳が出るなど、これまで経験したことのない身体の変化に戸惑い仕事に集中できず、堕胎を決意するが、中島医師からパートナーの署名入りの中絶同意書の提出を求められる。妊娠の周期から胎児の母と推測される亜季に健太郎は妊娠を打ち明け、同意書への署名を求めるが、自身の子宮筋腫や先輩ライターのエリから妊娠期間中の辛さを教えられた亜季は男性が妊娠するメリットを見出し、健太郎に堕胎を諦めさせようと試みる。健太郎は亜季の考えを拒絶し同意書への署名を入手するが、仕事に集中できなくなった健太郎は部長の大杉茂にUNIVEの広告プロジェクトのリーダーを外され、後輩の田辺雅人が新リーダーに据えられる。
出産予定日まであと206日。

#### 第3話
雑用にまわされた健太郎は堕胎のため病院を訪れると、そこで自分と同じ妊夫の宮地将太と出会う。健太郎は先輩妊夫の宮地や彼の妻・紀子、息子の拓也と親しくなるが、堕胎を考えていると口にすると、宮地は残念そうな表情を浮かべる。田辺はUNIVEに広告案を提示するが、ありきたりでインパクトがないと先方の反応はいまひとつで、プロジェクトは暗礁に乗り上げそうになる。そこで健太郎は自らの妊娠を明かし、妊夫の自分を広告モデルに起用する案を提案するとUNIVEは興味を示し、彼の広告案を採用する。健太郎は亜季に堕胎を止めると話すと、彼女は妊娠・出産へ協力する姿勢を見せるが、産後の育児の大変さを理由に母・智子は息子の出産に反対する。健太郎はUNIVEの広告モデルとして登場すると、一夜にして時の人となる。
出産予定日まであと145日。

#### 第4話
健太郎は世間から持てはやされる一方、妊夫にしか分かりえない孤独を感じたことから、妊夫同士が悩みを語り合えるオンラインサロンを宮地と開設する。サロンのオフ会を開催すると、予想以上に妊夫たちが集まり、健太郎は閉塞感を打ち破れたと手ごたえを感じる。その頃、亜季は元同僚でライター仲間の高木弘樹と再会し、パートナーの健太郎が自分の子どもを身籠ったと明かすと、彼は二人のエッセイを出版すべきだと勧める。健太郎と亜季は男の子を授かったと知ると、結婚すべきか議論するが、宮地がサイトメガロウイルスに感染し、流産したと連絡を受ける。紀子が夫の流産を悲しむ一方、世間から好奇の目で見られ、息子の拓也が学校でいじめられていた状況から解放され安堵していると吐露したのを切っ掛けに、健太郎は亜季と家族に対する考え方のズレを感じ、一人で赤ちゃんを育てる決意をする。
出産予定日まであと137日。

#### 第5話
亜季は妹・成美の結婚式への出席で帰郷するが、不仲な父・英男からいつまでもフラフラしているから妹に結婚を先を越されたとなじられる。その頃、健太郎は知らぬ間に会社に出産密着企画を進められ、見世物のように扱われていることにストレスを感じ退職を決意するが、大杉や重役たちに慰留され丸め込まれる。亜季は地元の同窓会で同級生たちが妊夫に対して偏見から差別的な考えを持っていることを知り、心を痛める。亜季は両親に健太郎が男性妊夫で自分の子どもを身籠っていると明かし、自分の生き方を認めない両親に別れを告げる。亜季は健太郎に先日の口論を謝罪した上で、一緒に子育てがしたいと電話で伝えると、ひとりで出産・子育てすることに不安になっていた健太郎は亜季に結婚を申し込むが、亜季は結婚せずに共に子育てする新しい関係を構築したいと持ち掛ける。そんな中、健太郎の前に病死したと聞かされていた父・武田栄一が姿を現す。
出産予定日まであと131日。

#### 第6話
智子は栄一が健太郎の実父で、実は健太郎を出産した元妊夫だったと明かす。栄一は妊夫経験者ならではの視点で健太郎の苦労を労い、二人はいつしか妊夫向けのトイレタリー製品事業を立ち上げる話で盛り上がる。 健太郎は事業立ち上げを母に相談すると、健太郎を出産後、栄一は智子の実家の旅館の仕事を世話され援助を受けるも、今以上に妊夫への偏見が強い時代で、露骨な嫌がらせに心が折れ、失踪して家庭を捨てた過去を明かされる。智子は健太郎が栄一に騙されていないかと心配するが、その心配をよそに、栄一は妊夫サロンのメンバーたちを巻き込み、事業立ち上げの話を進めていく。そんな折、亜季は高木からシンガポールでのガイドブック執筆のオファーを受け、色めき立つ。しかし、現地で2年ほど生活する必要があるため健太郎にオファーを受けるべきか相談すると、彼は育児の協力を期待しており、オファーを断るよう要望される。翌朝、健太郎は目を覚ますと栄一が事業立ち上げの出資金を持ち逃げした詐欺疑惑がマスコミに報道され、窮地に陥る。
出産予定日まであと54日。

#### 第7話
父・栄一の詐欺疑惑で健太郎はマスコミにマークされ身動きが取れなくなり、心配した宮地から連絡を受ける。健太郎は父に裏切られたと愚痴をこぼすが、宮地は有名になった健太郎が誇らしくなり、栄一は会いに来たのではと擁護する。健太郎は母の話から栄一がパチンコ店の駐車場で車中泊しているのを突き止め、なぜ逃げ出したのかを問いただす。栄一は妊夫として世間から迫害を受けた過去から、逃げ癖が付いたのかもしれないと吐露し、集めた金を出資者に返却するよう健太郎に渡す。そんな中、自分らしく生きたいと考えるようになった亜季はシンガポール行きを決意し、日本と当地を往来するが、生まれてくる子供を共に育てる気持ちがあると、健太郎に思いを伝える。広告会社は健太郎の広告モデル降板を避けさせるため、釈明会見の場を設ける。会見で記者から男性妊夫として正しい「役割」を果たすのかと問われると、健太郎は人を「らしさ」で縛り、役割から逸脱する人を迫害する社会に疑問を呈し、「思いがけないことが、人生には起こる」ので、いつ自分が迫害される側になるかもしれないと警告し会見を終える。その直後、健太郎は陣痛を起こし病院に搬送され、その様子をテレビ中継で目撃した亜季は空港から引き返す。
出産予定日まであと　日。

#### 最終話
病院に搬送された健太郎は早産ながら帝王切開で息子の幸を無事に出産する。健太郎は亜季と一緒に幸を育てるために同居を始め、何方かが働いている間、智子や亜季の友人、妊夫サロンの育児経験者たちの助けを借りて交代で幸を子育てする。亜季は幸を子育てするのにシンガポール行きを延期し、オファーも断ろうとしていたが、健太郎はそんな亜季に「自分らしく生きてほしい」とシンガポール行きを勧め、亜季は渡航することになる。健太郎は育休申請に広告会社を訪れ、育休明けは時短勤務し、妊夫サロンを会社化して職場で子育てしながら妊夫がキャリアを継続できる環境を整える計画を女性の同僚たちに明かすと、女性からすれば当たり前の話でカッコを付けて言うほどのことではないと笑われつつも、計画を称賛される。会社からの帰路の電車内で、健太郎は若い女性が男性妊夫を心配し席を譲る様子を目撃する。健太郎は世間の妊夫に対する偏見が取り払われるのではないかと、期待せずにはいられなかった。

### キャスト

#### 主要人物
桧山健太郎（ひやま けんたろう）〈37〉
演  - 斎藤工
妊夫となるエリート広告マン。
瀬戸亜季（せと あき）〈35〉
演 - 上野樹里
健太郎のパートナー。フリーランスのライター。

#### 健太郎の関係者
桧山智子
演   - 筒井真理子（若い頃：清瀬やえこ）
健太郎の母。現役のタクシー運転手。
武田栄一
演 - リリー・フランキー（若い頃：川上一輝）
健太郎の父。病死したと聞かされていたが健在で、妻・智子と離別していた。
宮地将太
演 - 宇野祥平
健太郎の妊夫仲間。生花店の店主。
宮地紀子
演 - 山田真歩
宮地の妻。

#### 広告会社
健太郎の勤務先。
大杉茂
演 - 岩松了
健太郎の上司。部長。
田辺雅人
演 - 細川岳
健太郎の後輩。健太郎に対抗意識を持つ。
澤部悟
演 - 前原滉
健太郎の同僚。子供が生まれたばかりのイクメン社員。
古賀奈々
演 - 山本亜依
健太郎の後輩。UNIVEの広告プロジェクトチームの紅一点。
遠藤光
演 - 森優作
健太郎の後輩。
松野ゆかり
演 - 伊勢志摩
健太郎の同僚。

#### 亜季の関係者
瀬戸英男
演 - 斉木しげる
亜季の父。
瀬戸康子
演 - 根岸季衣
亜季の母。
瀬戸成美
演 - 木竜麻生
亜季の妹。
亜季の従兄弟
演 - 髙橋雄祐

高木弘樹
演 - 橋本淳
亜季の元同僚。ライター仲間。

#### 坂井戸大学病院
中島達臣
演 - 高橋和也
産婦人科医。妊夫の専門家で健太郎と宮地の主治医。
片山夏子
演 - 和田光沙
助産師。

#### ゲスト

##### 第1話
夏美
演 - 川床明日香
カフェの店員。健太郎の遊び相手の女性。健太郎に弄ばれている。
UNIVE社員
演 - 斉藤陽一郎（第3話）、安藤聖（第3話）
会社のリブランディングに、健太郎たちにインパクトのある広告を求める。

##### 第2話
詩織
演 - 小野ゆり子（第6話・最終話）
亜季の友人。フレグランスショップの店員。
エリ
演 - 篠原ゆき子
亜季の先輩ライター。元編集長。高齢出産の経験者。

##### 第4話
リナ
演 - 坂ノ上茜
健太郎の遊び相手の女性。妊夫は恋愛対象外と彼の元を去る。
矢野
演 - 芹澤興人（第6話・最終話）
オフ会に集まった妊夫。妊娠を告白すると交際女性に振られたと明かす。
後藤、五十嵐、折田
演 - 水間ロン（第6話）、池田良（第6話・最終話）、伊島空（第6話）
オフ会に集まった妊夫たち。後に栄一から妊夫用製品の事業立ち上げへの出資を呼びかけられる。
情報番組の司会
演 - 村上健志（フルーツポンチ）（最終話）
健太郎が出演したテレビ番組「イドバタ」の司会者。
土屋太鳳
演 - 土屋太鳳（本人役）
テレビ局で遭遇した健太郎に、SNSを見て応援していると話しかけてくる。

##### 第5話
社長
演 - 長谷川公彦（第7話）
健太郎の勤める広告会社の社長。広告価値のある健太郎の退職希望を慰留する。
幹部社員
演 - 山中敦史（第7話）、滝裕二郎（第7話）
健太郎の勤める広告会社の幹部。社長と共に健太郎の退職希望を慰留する。
広告会社の社員
演 - 森本のぶ
健太郎の退職慰留の現場に立ち会っていた同僚社員。

##### 第7話
タクシー運転手
演 - 杉山ひこひこ
健太郎を乗車させたタクシー運転手。健太郎に妊夫かと質問する。
マッちゃん
演 - 中野順二
パチンコ店の駐車場で栄一と野宿するホームレス。

##### 最終話
木山一彦
演 - 住田隆
弁護士。テレビ番組「イドバタ」のコメンテーター。詐欺騒動で健太郎をバッシングしていたが、出産すると掌返しで祝福する。
女子高生
演 - 近藤華
電車内で妊夫が辛そうに立っているのに気付き、座席を譲る。

### スタッフ
- 原作 - 坂井恵理『ヒヤマケンタロウの妊娠』（講談社「BE LOVE KC」所載）
- 監督 - 箱田優子、菊地健雄
- 脚本 - 山田能龍、岨手由貴子、天野千尋
- エグゼクティブ・プロデューサー - 高橋信一（Netflix コンテンツ・アクイジション部門マネージャー）
- プロデューサー - 間宮由玲子（テレビ東京）、太田勇（テレビ東京）、平林勉（AOI Pro.）
- 制作協力 - AOI Pro.
- 企画・制作 - テレビ東京

### 放送日程
| 各話   | 放送日  | 脚本       | 監督     |
| ------ | ------- | ---------- | -------- |
| 第1話  | 1月06日 | 山田能龍   | 箱田優子 |
| 第2話  | 1月13日 | 岨手由貴子 | 箱田優子 |
| 第3話  | 1月20日 | 天野千尋   | 菊地健雄 |
| 第4話  | 1月27日 | 岨手由貴子 | 菊地健雄 |
| 第5話  | 2月03日 | 山田能龍   | 菊地健雄 |
| 第6話  | 2月10日 | 岨手由貴子 | 菊地健雄 |
| 第7話  | 2月17日 | 天野千尋   | 箱田優子 |
| 最終話 | 2月24日 | 山田能龍   | 箱田優子 |

### 放送局
| 放送期間               | 放送時間         | 放送局         | 対象地域       | 備考   |
| ---------------------- | ---------------- | -------------- | -------------- | ------ |
| 2023年1月6日 - 2月24日 | 金曜 0:30 - 1:00 | テレビ東京     | 関東広域圏     | 製作局 |
|                        |                  | テレビ大阪     | 大阪府         |        |
|                        |                  | テレビ愛知     | 愛知県         |        |
|                        |                  | テレビせとうち | 岡山県・香川県 |        |
|                        |                  | テレビ北海道   | 北海道         |        |
|                        |                  | TVQ九州放送    | 福岡県         |        |

| テレビ東京系列 木ドラ24                             | テレビ東京系列 木ドラ24                           | テレビ東京系列 木ドラ24                        |
| 前番組                                              | 番組名                                            | 次番組                                         |
| --------------------------------------------------- | ------------------------------------------------- | ---------------------------------------------- |
| 自転車屋さんの高橋くん （2022年11月4日 - 12月23日） | ヒヤマケンタロウの妊娠 （2023年1月6日 - 2月24日） | 絶メシロード 出張編 （2023年3月3日 - 3月10日） |